# Malajka
Malajka, piżmówka malajska (Asarcornis scutulata) – gatunek dużego ptaka wodnego z rodziny kaczkowatych (Anatidae), występujący w północno-wschodnich Indiach i w południowo-wschodniej Azji, obecnie skrajnie nieliczny i krytycznie zagrożony wyginięciem. Jedyny przedstawiciel rodzaju Asarcornis. Nie wyróżnia się podgatunków.

## Morfologia
Cechy gatunkuWiększość upierzenia ciemnobrązowa, głowa i górna część szyi biało nakrapiana (wyraźniejsze u samic niż u samców), białe linie widoczne wzdłuż krawędzi skrzydeł. Białe upierzenie skrzydeł widoczne dopiero w locie.
Wymiary średniedługość ciała: 66–81 cm
masa ciała: samce 2200–4300 g, samice 1700–3600 g

## Zasięg występowania
Malajka była niegdyś szeroko rozprzestrzeniona we wschodniej części Azji Południowej i niemal całej Azji Południowo-Wschodniej, wliczając zachodnią część Indonezji. W ogromnej części pierwotnego zasięgu gatunek wyginął i obecnie niewielkie reliktowe populacje występują jedynie: w północno-wschodnich Indiach (Asam i Arunachal Pradesh), Mjanmie, zachodniej Tajlandii, północnej Kambodży (Preăh Vĭhéar) oraz na Sumatrze. Prawie na pewno malajka wyginęła w Bangladeszu, Laosie, Wietnamie i półwyspowej części Malezji; wyginęła na Jawie. Status w Bhutanie nie jest pewny, choć prawdopodobnie tylko tam sporadycznie zalatywała.

## Ekologia i zachowanie
BiotopRzeki i strumyki oraz bagna na terenach leśnych. Żyją w parach lub samotnie, aktywne głównie o świcie i zmierzchu.
GniazdoW dziupli lub w dole wydrążonym w ziemi.
JajaW ciągu roku wyprowadza jeden lęg, składając przed rozpoczęciem pory deszczowej do 16 jaj.
WysiadywanieMłode wykluwają się z jaj po około 33 dniach.
PożywieniePokarm roślinny (nasiona) i drobne zwierzęta (ryby, ślimaki, pająki, owady) zbierane z powierzchni wody.

## Status zagrożenia
W Czerwonej księdze gatunków zagrożonych IUCN malajka od 2024 roku jest klasyfikowana jako gatunek krytycznie zagrożony (CR, Critically Endangered); wcześniej uznawano ja za gatunek zagrożony (EN, Endangered). Liczebność populacji szacowana jest na 150–450 dorosłych osobników, a jej trend oceniany jest jako spadkowy.
Gwałtowny spadek liczebności w dużej mierze został spowodowany zniszczeniem, degradacją i zaburzeniem siedlisk rzecznych (np. poprzez osuszanie terenów podmokłych) i leśnych (np. wypalanie lasów w porze suchej). Gatunek może być szczególnie podatny na utratę dużych drzew z dziuplami lęgowymi. Inne poważne zagrożenia to polowania i plądrowanie gniazd.